# Gledson
Gledson da Silva Menezes dit Gledson, né le 4 septembre 1979 à Felipe Guerra, est un footballeur brésilien. Il évolue au poste de défenseur.

## Palmarès
Vierge